# Juliane Luise von Ostfriesland
Juliane Luise von Ostfriesland (* 13. Juni 1698 in Aurich; † 6. Februar 1740 in Harzgerode), auch Juliane Louise, war Prinzessin von Ostfriesland, ein Mitglied des Hauses Cirksena und durch Heirat Herzogin von Schleswig-Holstein-Sonderburg-Plön.

## Leben
Juliane Luise kam am 13. Juni 1698 als neuntes von insgesamt zehn Kindern des ostfriesischen Fürsten Christian Eberhard und seiner ersten Frau Eberhardine Sophie von Oettingen-Oettingen zur Welt. Ihre Mutter starb zwei Jahre nach ihrer Geburt, weshalb Juliane Luise ihrer Tante Christine Luise von Oettingen-Oettingen, Fürstin von Braunschweig-Wolfenbüttel, zu Erziehung übergeben wurden und gemeinsam mit ihren etwas älteren Cousinen Charlotte Christine und Antoinette Amalie von Braunschweig-Wolfenbüttel aufwuchs.
In Braunschweig war Juliana Luise eine enge Vertraute von Charlotte Christine. Diese sollte um 1710 mit dem Zarewitsch Alexei verheiratet werden. Charlotte hatte anfangs erhebliche Bedenken dagegen. Juliane Luise wurde beschuldigt, diese Bedenken zu verstärken. Am 25. Oktober 1711 fand dann die Eheschließung des jungen Paares auf Schloss Hartenfels in Torgau statt. Juliane Luise ging anschließend mit dem Paar nach Sankt Petersburg und stand ihrer Freundin Charlotte Christine zur Seite. Deren Ehe verlief sehr unglücklich. Nach der Geburt ihres zweiten Kindes 1715 verstarb die erst 21 Jahre alte Prinzessin.
Juliana Luise heiratete am 17. Februar 1721 Joachim Friedrich, den Herzog des Herzogtums Schleswig-Holstein-Plön, dessen erste Frau, Magdalene Juliane von Zweibrücken-Birkenfeld, kurz zuvor am 5. November 1720 gestorben war. Juliana Luises Ehe war von Elisabeth Sophie Marie von Norburg vermittelt worden. Die Ehe dauerte nicht einmal ein Jahr. Am 25. Januar 1722 starb Joachim Friedrich, am 28. Mai 1722 erlitt Juliane Luise eine Fehlgeburt. Überlebende Nachkommen hatte das Paar keine. Am 6. Februar 1740 starb sie in Harzgerode.